# Buruquelia cornifera
Buruquelia cornifera is een hooiwagen uit de familie Zalmoxioidae. De wetenschappelijke naam van Buruquelia cornifera gaat terug op González-Sponga.